# Hatshepsut
Hatshepsut (eller Hatchepsut, egyptisk: ḥꜣt-šps.wt, som betyder Først blandt fornemme damer, 1507–1458 f.Kr.) var den femte farao af det 18. dynasti i oldtidens Egypten. Hun var den anden historisk bekræftede kvindelige farao (den første var Sobekneferu) men en del andre kvinder kan også have hersket som faraos regent tidligere, så tidlig som Neithotep omkring 1600 år tidligere.
Hatshepsut kom på Egyptens trone i 1478 f.Kr. Officielt regerede hun sammen med Thutmose III, der var kommet på tronen året før, da han var barn, omkring to år gammel. Hatshepsut var første-hustru af Thutmose II, far til lille Thutmose III. Hatshepsut betragtes generelt blandt egyptologer som en af de mest fremgangsrige faraoer. Hun regerede længere end nogen anden kvinde i et egyptisk dynasti. I egyptologen James Henry Breasteds ord var hun "den første store kvinde i historien, vi kender." 
Hatshepsut var datter og eneste barn af Thutmose I og hans første-hustru Ahmose. Hendes ægtemand Thutmose II var hendes halvbror som søn af Thutmose I og hans anden-hustru Mutnofret (som havde titlen "Kongens datter" og var således antagelig datter af Ahmose I). Hatshepsut og Thutmose II havde en datter ved navn Neferure, men efter at hun fødte sin datter kunne Hatshepsut ikke længere føde flere børn. Da han ikke kunne få en søn med hende, sørgede Thutmose II for at blive far til Thutmose III med en sekundær hustru, Iset.